# Prosthechea serpentilingua
Prosthechea serpentilingua là một loài thực vật có hoa trong họ Lan. Loài này được Withner & D.G.Hunt mô tả khoa học đầu tiên năm 2001.